# Thorectes juengeri
Thorectes juengeri là một loài bọ cánh cứng trong họ Geotrupidae. Loài này được miêu tả khoa học năm 1995 bởi Romero-Samper.